# 안압지 출토 금동판 불상 일괄
안압지 출토 금동판 불상 일괄(雁鴨池 出土 金銅板 佛像 一括)은 대한민국 경상북도 경주시 국립경주박물관에 있는 통일신라의 금속조 불상이다. 2006년 9월 1일 대한민국의 보물 제1475호로 지정되었다.

## 개요
안압지 출토의 삼존불상 등 판불상 10점은 조각수법이 우수하고 상들의 표현이 사실적이며 입체감이 두드러진다. 양식적으로는 7세기 말 통일신라와 중국, 일본을 포함한 국제적인 조각양식의 특징을 잘 보여준다.
특히, 도상이나 양식면에서 일본 법륭사 헌납 보물에 있는 판불들이나 법륭사 금당 서벽 아미타정토의 본존불상과도 비교된다. 둥글고 통통한 얼굴과 자연스러운 옷주름 처리에 보이는 조각의 사실적인 표현은 중국 당(唐)시대 전성기 불상양식을 반영하면서도 7세기 후반 통일신라 불교조각의 뛰어난 표현력을 잘 대변해준다. 이 10점의 상들은 하나의 삼존불상과 4보살상이 한 세트로 두 종류의 소형목제 불감과 같은 구조물에 부착되어 예배된 것으로 추정된다.
주조기법 및 기량이 뛰어난 10점의 안압지 출토 판불상들은 7세기 말 통일신라 초기에 새로이 유입되는 국제적인 조각양식을 반영하는 중요한 예들로서 문화재적 가치가 높으며, 당시 한·중·일 불교조각의 양식비교 및 전파 과정과 영향관계를 파악하는데 있어 중요한 자료이다.

## 같이 보기
- 안압지

## 참고 자료
- 안압지 출토 금동판 불상 일괄 - 국가유산청 국가유산포털
- 金銅阿彌陀三尊板佛坐像   e뮤지엄